# Crespos (Ávila)
Crespos es un municipio de España perteneciente a la provincia de Ávila, en la comunidad autónoma de Castilla y León. En 2017 el municipio tenía 516 habitantes.

## Símbolos
La Diputación Provincial de Ávila, mediante decreto del presidente, de fecha 15 de mayo de 1995, resolvió aprobar el escudo heráldico y la bandera municipal de Crespos (Ávila). El blasón del escudo es el siguiente:

«Escudo partido. Primero de gules cuatro iglesias de plata puestas dos y dos. Segundo de plata olmo de sinople sobre ondas de azur y plata surmontado de dos crespos de sable puestos en faja. Al timbre corona real cerrada.»
Boletín Oficial del Estado nº 139 de 12 de junio de 1995

La descripción textual de la bandera es la siguiente:

«Bandera rectangular de proporciones 2.3, formada por un paño morado con el escudo municipal en el centro.»
Boletín Oficial del Estado nº 139 de 12 de junio de 1995

## Geografía
La localidad, cercana a la carretera que une Ávila con Salamanca (N-501), se encuentra situada a una altitud de 923 m s. n. m. El municipio es limítrofe con los de Collado de Contreras, Rivilla de Barajas, Viñegra de Moraña, Fontiveros, Vita y Muñogrande. Destacar que dentro del término municipal se encuentran dos entidades que pertenecen a Crespos, bajo administración del ayuntamiento, éstas son Chaherrero y Pascualgrande.
| Noroeste: Rivilla de Barajas | Norte: Fontiveros | Noreste: Collado de Contreras |
| Oeste: Rivilla de Barajas    |                   | Este: Collado de Contreras    |
| Suroeste: Vita               | Sur: Muñogrande   | Sureste: Viñegra de Moraña    |

Aunque Crespos está situado en el límite entre la comarca de Ávila, llamada Valle Amblés y Sierra de Ávila, y la comarca de Arévalo pertenece a esta última. La comarca de Arévalo es denominada La moraña y se caracteriza por ser un lugar de trigo y girasol. Es una comarca de viejas tradiciones nombrada popularmente como "La Moraña", sustantivo que define lo que debió ser este lugar, pues tal término deriva, seguramente de Mauritania o tierra de moros, en clara referencia a que esta dilatada llanura conservara, en la Edad Media, su población de moros.
Cabe destacar que su situación geográfica le hace distar 40 km con la capital de provincia (Ávila) y 30 km con la capital de la comarca (Arévalo).

## Demografía
Crespos cuenta con una población de 482 habitantes (INE 2024).
| Gráfica de evolución demográfica de Crespos entre 1842 y 2021 |
| |
| Población de derecho según los censos de población del INE. Población de hecho según los censos de población del INE.En este censo se denominaba Crespos y Pascual Grande: 1842. Entre el censo de 1857 y el anterior, crece el término del municipio porque incorpora a Chaherrero. |

Crespos tuvo un gran aumento de población en los años cincuenta y sesenta derivados de la alta natalidad de estos tiempos llegando a alcanzar los 1200 habitantes. Transcurridos estos años y como consecuencia de la emigración a las grandes urbes, la localidad ha ido mermando su población año tras año, hasta llegar a los 592 habitantes actuales

## Monumentos y lugares de interés

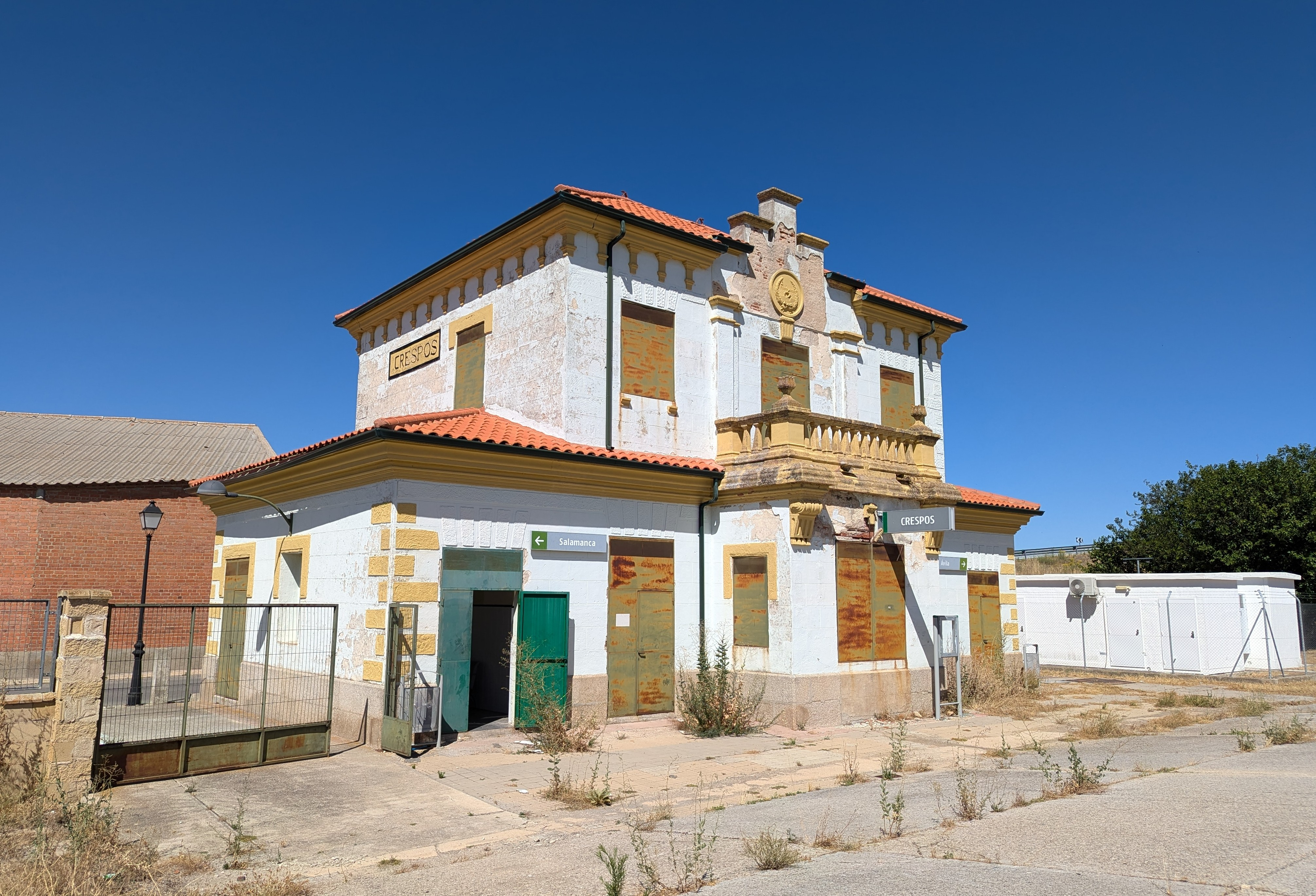
Estación de ferrocarril

Crespos cuenta entre sus calles con la iglesia de San Juan Bautista, la estación de tren muy usada en la localidad en los años 60-70-80-90, y un gran emblema para el pueblo.
Otro de los monumentos de la localidad es la Torre de Santa Inés.

## Cultura

### Fiestas
- Fiesta de la Virgen de la Salud, domingo anterior al Corpus
- Fiesta de San Juan Bautista, 24 de junio
- Fiesta de Nuestra Señora del Pilar, 12 de octubre

En las fiestas del municipio se prepara una pequeña feria en la hay diversos puestos y atracciones para amenizar el festejo, así como se produce la instalación en el salón del pueblo de la orquesta. La tradición más importante es el Baile del Vermú, que todo el pueblo se une dados las manos cantando el himno de la alegría. Para muchos de los habitantes es una de las mejores fechas del año, ya que aunque el municipio solo tenga unos 500 habitantes en esos días se reúnen hasta mil, nacidos o allegados a Crespos. [cita requerida]

### Costumbres
El día de San Antón, se celebra una cencerrada por las calles del pueblo.[cita requerida]
El 1 de mayo, se celebra el Mayo que consiste en: Los mozos sortean a las mozas y ponen una rama del Mayo en la puerta de sus casas y lo plantan en una plaza del pueblo, al día siguiente cada mozo va a casa de su enamorada a tomar una copita (que ahora ellas también se la toman) y ésta le obsequia con un puro. También el día 1 de mayo y desde unos años atrás, las mozas sortean a los mozos del pueblo dejándoles una rosa en la puerta de sus casas junto con un mensaje dentro. 
En la actualidad, al día siguiente los mozos invitan a las mozas a comer reuniéndose todos y celebrando un baile. [cita requerida]

### Educación
El municipio cuenta con un colegio público:
- C.R.A. Santa Teresa

En este colegio se imparten las enseñanzas de Infantil, Primaria. En los posteriores cursos, el alumno debe ir a Fontiveros a estudiar, por ser la localidad más cercana que presta este tipo de servicios.